# تراژدی
تِراژِدی، غم‌نامه، سوگ‌رنجنامه یا سوگ‌نامه، سوگ‌نوشت یا سوگ سرود یکی از شکل‌های نمایش است که ریشه در مناسک مذهبی یونان باستان دارد. تراژدی توسط تسپیسِ ایکاریایی معرفی شد و نام خود را از «تروگوس» (به یونانی: τρογοσ) یعنی بز و «اویدیا» یعنی سرود گرفته‌است. سوگنامه برخلاف کمدی کشمکش میان خدا ویا شاهان و شاهزادگان است. تم غالب در این گونهٔ نمایشی تقدیر و ناتوانی انسان در مقابل ارادهٔ خدایان است. پایان تراژدی کلاسیک به مرگ قهرمان یا پایان ناخوشایند دیگری ختم می‌شود. از منظر ارسطو هدف تراژدی ایجاد ترس و ترحم یا به عبارتی کاتارسیس در تماشاگر است و از دیدگاه شوپنهاور تراژدی نمایش یک شوربختی بزرگ است.
تراژدی تقلیدی است از واقعه‌ای جدی، کامل و با اندازه معین که به عمل و نه روایت و به زبانی فاخر ترس و شفقت را برانگیزد و موجب تزکیه نفس یا کاتارسیس شود.

## شکل‌گیری

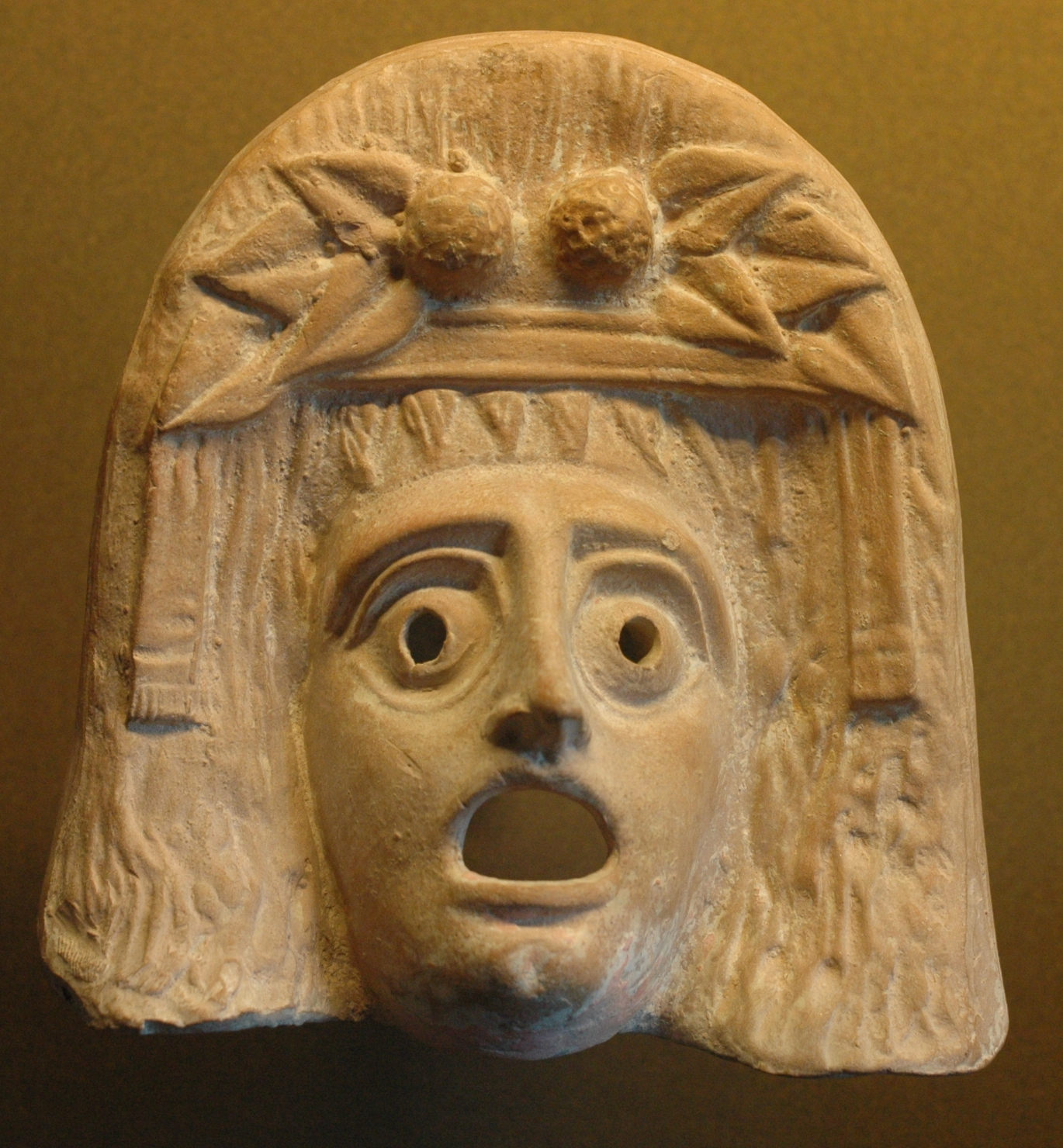
ماسک دیونوسوس

تراژدی نیز چون کمدی نخست از بدیهه‌سرایی آغاز شد. تراژدی از اشعار دیتیرامبیک ریشه می‌گیرد و کمدی از سروده‌های فالیک که هنوز در بسیاری از شهرهای یونان برجای مانده‌است. از آن پس تراژدی اندک‌اندک پیش رفتن را آغاز کرد و در هر مرحله بهتر از مرحله پیشین شد. اشعار دیتیرامبیک یا دیتیرامب، سرودهای وجدآور و بهجت‌بخشی هستند که ساتیرها در بزرگداشت خدای شراب و باروری، دیونوسوس سر می‌دادند.
ساتیرها موجوداتی نیمه انسان و نیمه‌بز هستند که با خواندن سرودهای دیتیرامب، مرگ و تولد دوباره دیونوسوس، را پاس می‌داشتند. دیونوسوس در میان ایزدان یونانی از ویژگی خاصی برخوردار است، او از پیوند زئوس و پرسفون، الهه زیرزمین، متولد می‌شود. با دسیسه چینی هرا، همسر زئوس، تیتان‌ها وی را از هم می‌درند و می‌خورند. به همین دلیل، دیونوسوس، زاگرس، یعنی مثله و قطعه‌قطعه شده، نام می‌گیرد. آتنا، دختر تئوس، قلب دیونوسوس را از دست تیتان‌ها می‌رباید و آن را به زئوس می‌بخشد.
تولد دیونوسوس دوم در فرهنگ اساطیر یونان و روم چنین وصف شده‌است: «دیونوسوس پسر زئوس و سمله، که مورد علاقه زئوس بود، از او خواست تا با تمام نیرو و جلال ایزدی بر او ظاهر شود و زئوس نیز برای رضای او به این امر تن داد؛ ولی سمله که قدرت تحمل مشاهده انوار جمال عاشق خویش را نداشت، به حالت برق زده‌ای به زمین افتاد. زئوس به‌سرعت طفل شش‌ماهه او را که هنوز در شکم مادر بود بیرون کشید و آن را به ران خود دوخت و در پایان مدت مقرر، طفل را صحیح و سالم خارج کرد. این طفل، دیونوسوس، یعنی دوبار تولد یافته، نام گرفت.»
یونان به نام «ینا»، که به روایتی در آسیا و به روایتی دیگر در اتیوپی یا آفریقا است، منتقل می‌شود. زئوس برای ناشناخته ماندن دیونوسوس او را به شکل بزغاله‌ای درمی‌آورد و مسؤولیت نگهداری‌اش را به الهه‌های آن سرزمین می‌سپارد. دیونوسوس در آغاز جوانی، انگور و روش استفاده از آن را کشف می‌کند و با قدرتی که در برکت‌بخشی و آبادانی تاکستان‌ها می‌یابد، ایزد شراب نام می‌گیرد.
برای بزرگداشت دیونوسوس، هر ساله، آغاز فصل بهار، دسته‌های بزرگی از زن‌ها، ساتیرها و سیلن‌ها (موجودات نیمه‌انسان - نیمه‌حیوان) به راه می‌افتادند و «دیتیرامب» را همراه با رقص و آواز سر می‌دادند و طی این مراسم، شبیه یا شمایل دیونوسوس را با خود حمل می‌کردند و به معبد مخصوص می‌بردند. در تمام این مدت، رقص و آواز برپا بود و جانورانی را در پیش شمایل قربانی می‌کردند.
این مراسم که «دیونوسیا» نام داشت، در میان وجد و شادی پرجذبه‌ای به پایان می‌رسید. یکی از این جشن‌ها که برای نخستین‌بار در آن درام یا در واقع تراژدی عرضه شد، چنان محبوبیتی یافت که بقیه دیونوسیاها را تحت‌الشعاع قرار داد و کانون تمام جشنها واقع شد. به این ترتیب، در سال ۵۳۴ قبل از میلاد، تراژدی و اجرای آن رسمیت یافت.

## آغاز نمایش‌های سوگنامه

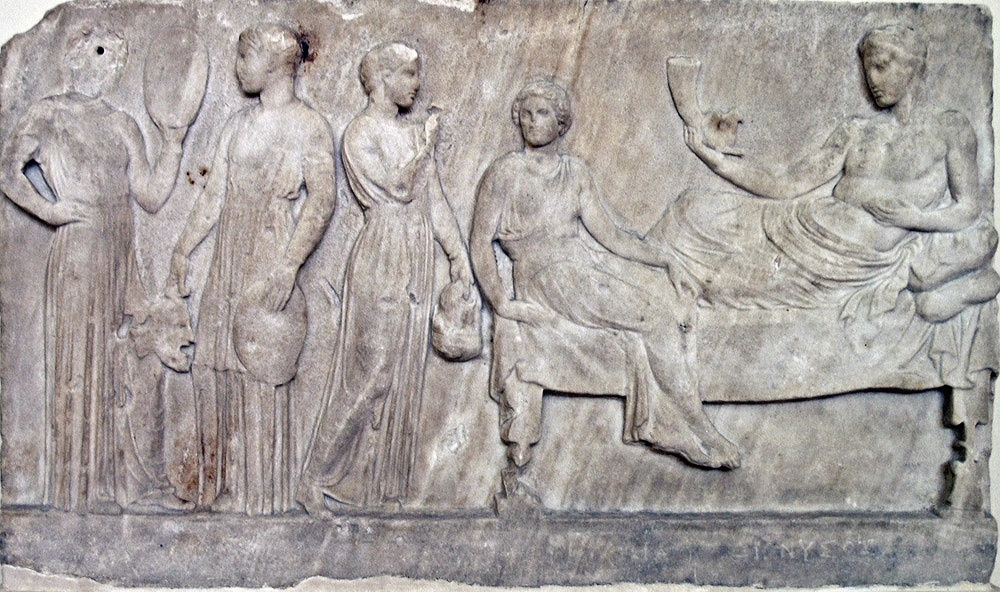
«لوح دیونسوس»

در ۵۴۴ ق. م حکومت آتن جشنواره نمایشی رسمی‌ای برگزار می‌کرد که در آن نمایشنامه‌نویسان برای جوایز رقابت می‌کردند. نمایش در آتن یک رویداد هر روزه نبود بلکه به دو روزِ تعطیلِ * (جشن شراب‌گیری) و مهم‌تر از آن به جشن دیونوسیای شهر یا دیونوسیای بزرگ، محدود می‌شد. جشن شراب‌گیری در ژانویه یا فوریه اتفاق می‌افتاد و دیونوسیای شهر در مارس یا آوریل. جشن دوم پنج یا شش روز به طول می‌انجامید و هر صبحِ سه روزِ پایانیِ جشن، یک سوگنامه‌نویس سه نمایش سوگنامه و یک ساتیر اجرا می‌کرد. این سه نمایشنامه‌نویس از قبل توسط یک قاضی داور که احتمالاً طرح نمایشنامه‌های فراوانی را مورد مطالعه قرار می‌داد، به دقت انتخاب شده بودند و هزینه اجرای آثار آن‌ها بخشی توسط حکومت و بخشی توسط شهروندان متمول پرداخت می‌شد. حکومت از این شهروندان با دستور به مساعدت به آن‌ها از طریق کمک مالی تجلیل می‌کرد. نمایشنامه‌نویس، موسیقی را هم تصنیف می‌کرد و بر آماده‌سازی”اجراً نظارت می‌کرد و برخی اوقات نقشی هم ایفا می‌کرد. آن جایی که سه شاعر در ماه رقابت انتخاب شده بودند، به هر یک جایزه‌ای اعطا می‌شد. البته جایزه اول (پول و یک تاج گل) ارزشمندترین بود و گاهی بردن جایزه سوم افتخاری محسوب نمی‌شد.

### نخستین جایزهٔ ادبی
در ۴۸۴ پ. م، آیسخولوس آتنی نخستین جایزهٔ خود را در مسابقهٔ درام دریافت کرد. از نود نمایشنامهٔ او هشت نمایشنامه به دست ما رسیده‌است. مشهورترینِ این آثار، پارسیان است که در سال ۴۷۲ پ. م تصنیف شد و نوعی بیانیهٔ سیاسی برای تبلیغ فتوحات آتن در جنگ سالامیس بود. در ۴۶۹ پ. م آیسخولوس مسابقهٔ درام را به رقیبی نیرومند واگذار کرد که سوفوکلس نام داشت. او در ۴۴۲ پ. م آنتیگونه (سوفوکل) را نوشت و بعدها با نوشتن ادیپ شهریار شهرتی دیرپا یافت. آن گاه اوریپیدس به عرصه وارد شد و در ۴۳۸ پ. م آلکستیس و در ۴۱۲ پ. م مده‌آ را بر صحنه برد.

## بازیگران

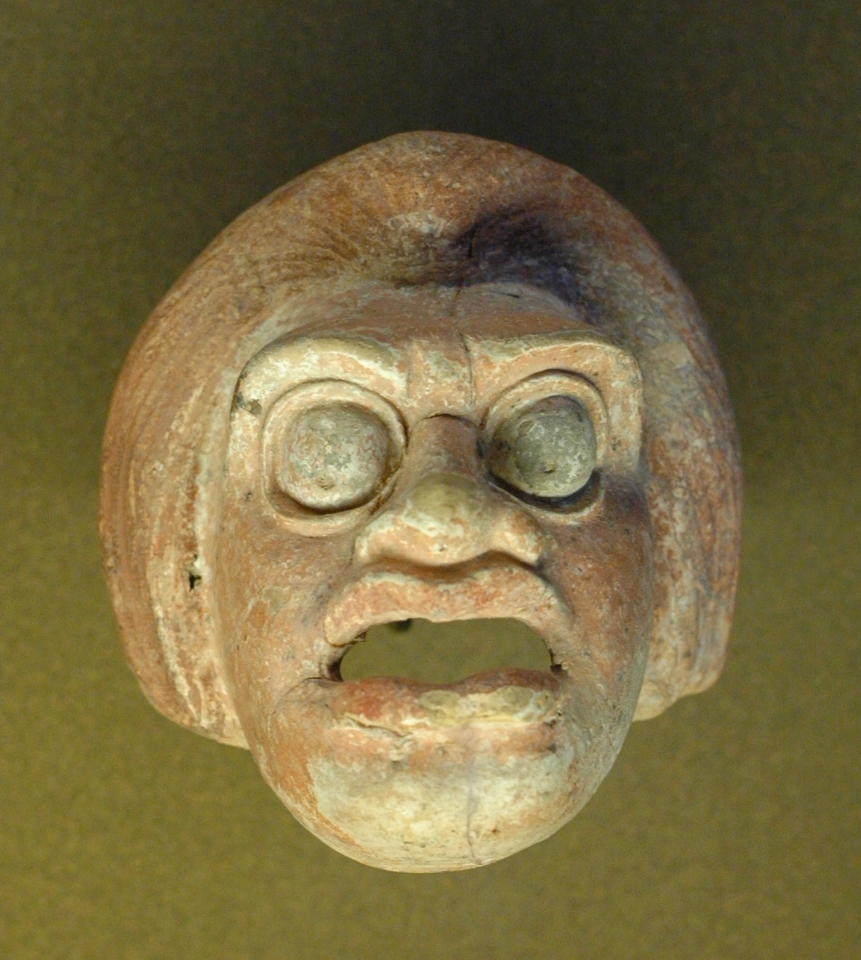
ماسک تراژدی

«تس‌پیس»، نمایشنامه‌نویس قرن ششم ق. م که هیچ از یک نمایشنامه‌هایش باقی نمانده‌است، همسرایان و سرخوان(هنرپیشه اول)، را وارد نمایش کرد و آیسخولوس اولین نمایشنامه‌نویس بزرگ یونان در قرن بعدی بازیگر دوم را وارد کرد. سوفوکل سومین بازیگر را اضافه کرد،
سرخوان (رهبر همسرایان) گاهی با شخصیت‌ها مشغول گفتگو می‌شد تا بدین وسیله تعداد کم بازیگران ناطق را از آنچه که ممکن بود در اولین نگاه به نظر برسد، بیشتر کند.
گروه همسرایان نمایش - پیامد طبیعی سرودهای دیتیرامب اولیه - توسط آیسخولوس از ۵۰ نفر به ۲۵ نفر تقلیل داده شد و بعد توسط سوفوکل به نفر رسید.
بازیگران، احتمالاً برای القای ویژگی‌های اصلی‌شان به تماشاگران حتی آن‌هایی که در دورترین فاصله قرار دارند نقاب (ماسک) می‌زدند. در نتیجه یک بازیگر ممکن بود ماسکی را بزند که خطوط کلی چهره یک شاه یا یک پیرمرد یا یک خدمتکار را القاء کند.

## تماشاخانه‌ها

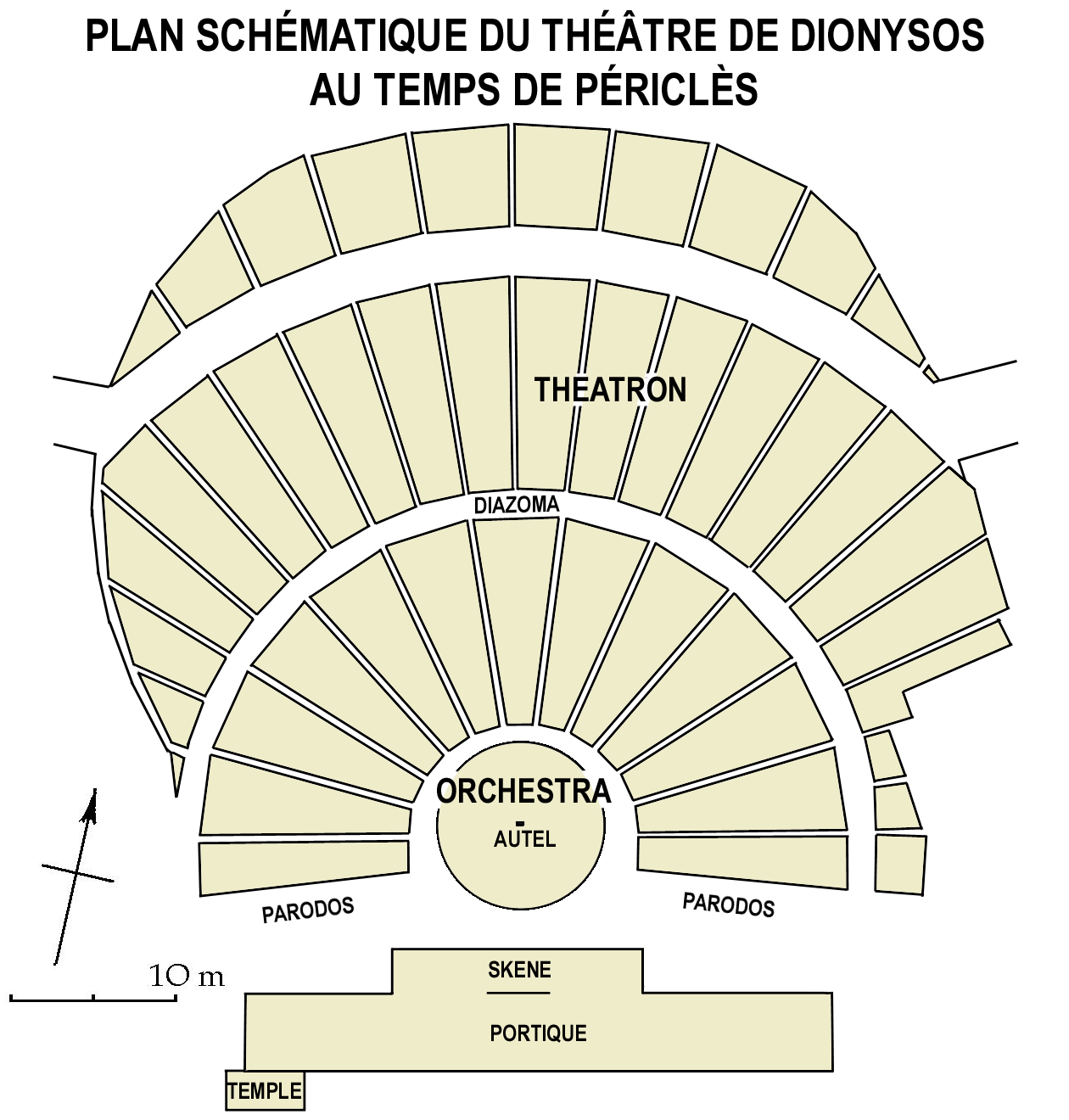
معماری تماشاخانهی یونانی

بعضی از تماشاخانه‌های یونانی آن قدر بزرگ بودند که تا شش هزار تماشاگر را در خود جای می‌دادند. عمارت ساخته شده در کنار تپه، تماشاخانه‌ای به شکل نیم دایره در فضای باز بود با هنرپیشهانی که ایستاده ایفای نقش می‌کردند و تماشاگرانی که روی پله‌هایی می‌نشستند که تا دامنه تپه بالا می‌رفتند. در میان اولین ردیف یک تخت (کرسی) برای کاهن دیونوسوس اختصاص داشت که برخی اوقات به عنوان اسباب نمایش عمل می‌کرد. پشت بازیگران اسکنه یا ساختمان صحنه بود که احتمالاً به عنوان اتاق رختکن قبل از اجرا و در طول اجرا به عنوان پس زمینه مورد استفاده قرار می‌گرفت. این ساختمان به تماشاگری که هنرپیشهان را در مقابل آن می‌دید، یک قصر یا معبد را القاء می‌کرد و گاهی اگر صحنه دیگری لازم بود قاب‌های متحرک با نقاشی‌های چشم‌انداز (منظره) بین ستون‌ها جای می‌گرفت. این دیوار تا اندازه مهمی به فراهم آوردن صوت قوی کمک می‌کرد، چرا که اگر یک حایل جامد در پشت فرد صحبت‌کننده و یک سطح سخت و صاف در مقابلش وجود داشته باشد و اگر تماشاگر روی پله‌ها بنشیند گفتگوها به خوبی منتشر می‌شود. دیوار ساختمان صحنه حایل را فراهم می‌کرد، اطراف قربانگاه یک مکان صاف برای رقص کورال که اوکسترا نامیده می‌شود، سطح صاف مقابل بازیگران را آماده می‌کرد و سومین بخش کار را جایگاه‌های روی تپه انجام می‌دادند که وضعیت صداها را نسبتاً بهتر می‌کرد. اما مشخص نیست این سکو دقیقاً چه زمانی در مقابل ساختمان صحنه ساخته شد.

### وسایل صحنه
لباسها رنگارنگ بودند و هنرپیشهان احتمالاً کفشهایی با تخت ضخیم می‌پوشیدند تا آن‌ها را بلند قدتر نشان دهد، گرچه به نظر می‌رسد که دوره این چکمه‌های مخصوص بعد از نمایشنامه‌های برجسته ”اشیل”، ”سوفوکل” و ”اوری‌پید” در قرن پنجم ق. م بوده‌است.
دو مورد از وسایل صحنه ارزش نام بردن را دارند: ”ماشین” و ”اکی‌کلما”، اولی یک جرثقیل یا بالاکش بود که می‌توانست بازیگری را که نقش خدا را بازی می‌کرد، معلق نگه دارد؛ زیرا خدا گاهی داخل می‌شد تا به داستان سامان ببخشد یا داستان را حل و فصل کند، و ”اکی کلماً به نظر می‌رسد یک سکوی چرخ‌دار بوده که به بیرون از ساختمان هل داده می‌شد و به‌طور مرسوم به تماشاگر خاطر نشان می‌کرد صحنه‌ای که در حال اجرا است باید به عنوان صحنه‌ای در حال وقوع در داخل ساختمان فرض شود.

## ساختار تراژدی یونان
۱. پیش‌درآمد (پرولوگ): اطلاعاتی دربارهٔ حوادث آینده نمایش به تماشاگران می‌دهد.
۲. مقدمه (پارودو): ورود همسرایان. اگر پرولوگ نباشد نمایشنامه با پارودو آغاز می‌شود. پارودوی نمایشنامه‌های موجود از یونان باستان بین ۲ تا ۲۰۰ سطر است، که همه ابتدا همسرایان را معرفی می‌کنند، سپس یک شرح تفضیلی دربارهٔ وقایع و رویدادهای نمایشنامه می‌دهند و بعد فضای لازم را می‌سازند.
۳. طرح داستانی (اپیزود): اولین ورود بازیگران به صحنه و آغاز رویدادهای نمایشنامه را گویند. یک سلسله داستان‌های فرعی بین ۳ تا ۶ داستان یا حادثه معترضه ارائه می‌شود.
۴. آوازهای دسته جمعی همسرایان (استاسیما): اپیزودها را از یکدیگر جدا می‌کنند. همسرایان دربارهٔ وقایع پیش آمده نظریه‌پردازی می‌کنند.
۵. فرود یا نتیجه (اکسُدوس): که شامل خروج بازیگران و همسرایان است.

## ساختمان تراژدی یونانی
۱- ارکان نمایش:

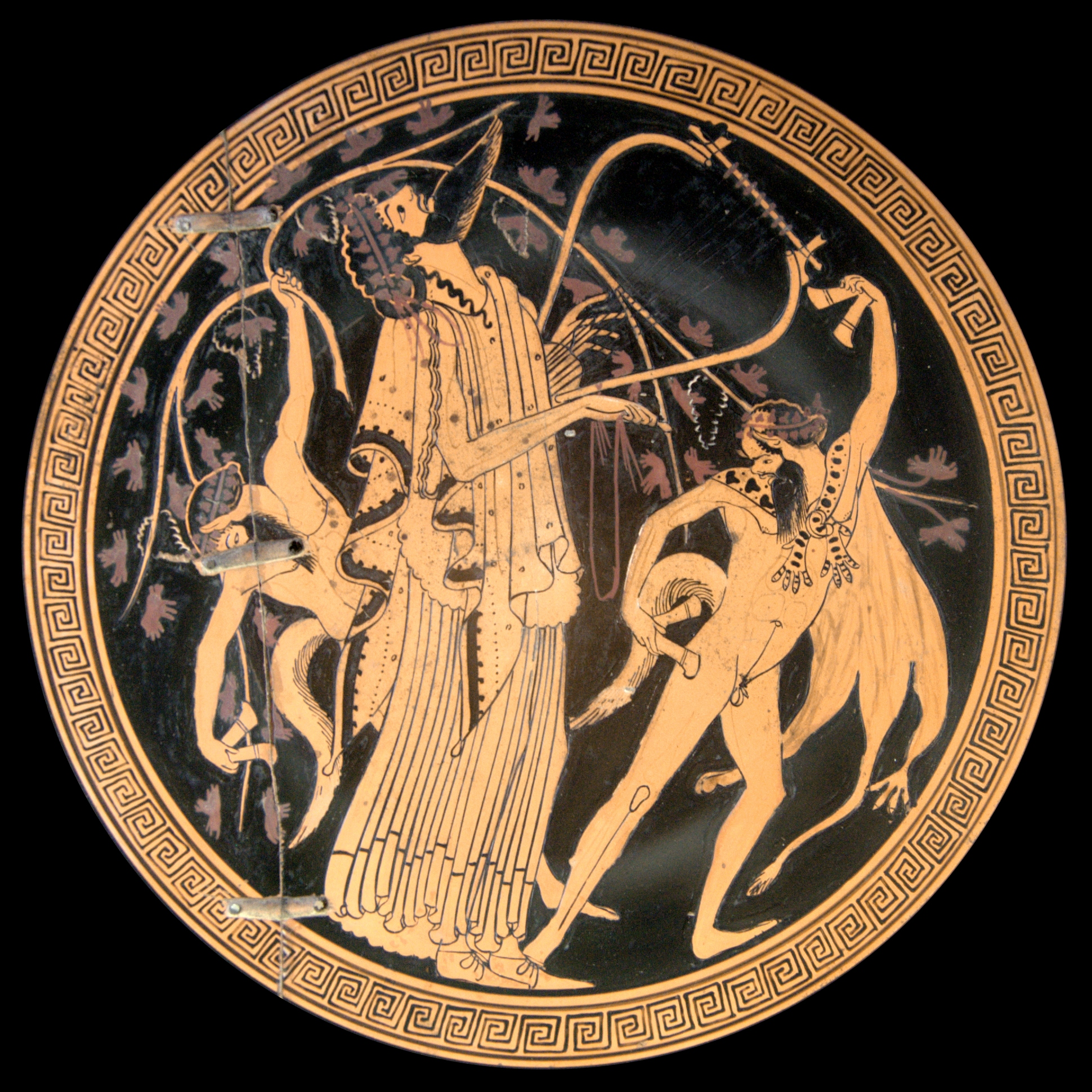
دیونوسوس -۴۸۰

- بخش اول*: نمایش با یک مقدمه شروع می‌شود که در آن خلاصهٔ داستان تعریف می‌شود.
- بخش دوم*: همسرایان وارد صحنه شده و داستان شروع می‌شود - گره افکنی
- بخش سوم*: شروع و بسط داستان اصلی نمایش با حضور قهرمانان - داستان و نقطه اوج
- بخش چهارم*: پایان نمایش و خروج همسرایان - گره گشایی[۲۲]

۲- قوانین کلاسیک:
وحدت‌های سه‌گانه «کنش»، «زمان» و «مکان» در تراژدی با اتکاء به آرای ارسطو:
- وحدتِ میتوس (پیرنگ) در تراژدی مبتنی بر وحدت کنشی است؛ وحدت کنش که در تراژدی یعنی کنش واحد و تمام باشد و برداشتن هر جزء از آن باعث از دست رفتن کل آن بشود.
- وحدت زمان بیانگر مقید بودن تراژدی‌نویس به محدود ماندن رخدادهای هر تراژدی در مدت یک دوره زمانی آفتاب (طلوع یا غروب) می‌باشد.[۲۳]
- اگرچه ارسطو به صراحت به «وحدت مکان» در تراژدی اشاره نکرده اما براساس تفسیر سخنان وی چون تراژدی تقلیدِ کار و کردار است و این تقلید هم به وسیلهٔ کردار اشخاص صورت می‌گیرد لذا چارچوب و عرصه این تقلید هم صحنه نمایش به عنوان مکانی است که بازیگران تراژدی در آن به تقلید این کردارها می‌پردازند.[۲۴]

** نمایش خشونت و اعمال غیراخلاقی در صحنه و جلو چشم تماشاگر مجاز نیست. این گونه صحنه‌ها فقط توسط شخصیت‌های داستان روایت می‌شوند.
۳- اجزای تراژدی از دید ارسطو:
- هسته داستان *، که ترتیب منظم و منطقی حوادث و اعمال است.
- قهرمانان و اشخاص *، که بازیکنان نمایشنامه می‌باشند.
- اندیشه‌ها، که حرف‌های قهرمانان یا نتایج اعمال آنان است.
- بیان یا گفتار، که نحوهٔ کاربرد و تأثیر کلمات در تراژدی است. طرز بیان باید سنگین و موزون باشد.
- آواز کُر، آوازهایی است که دسته‌های همسرایان در تراژدی می‌خوانند.
- وضع صحنه یا منظر نمایش، که مربوط به صحنه آرایی و صحنه‌سازی است.[۲۵]

## نمایشنامه‌نویسان

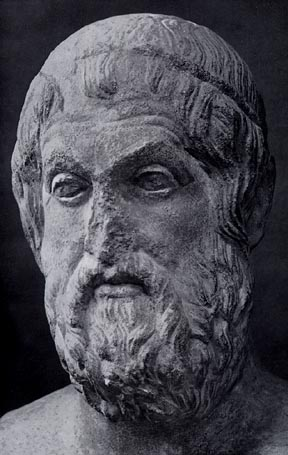
سوفوکل (۴۹۶ق. م-۴۰۶ق. م) (به یونانی: Σοφοκλῆς) یکی از تراژدی‌نویسان یونان باستان است. کشمکش انسان‌ها با تقدیر از اصلی‌ترین درونمایه‌های آثار سوفوکل می‌باشد. یکی از مهم‌ترین ابداعات سوفوکل در نمایش، ورود بازیگر سوم به صحنهٔ تئاتر است.
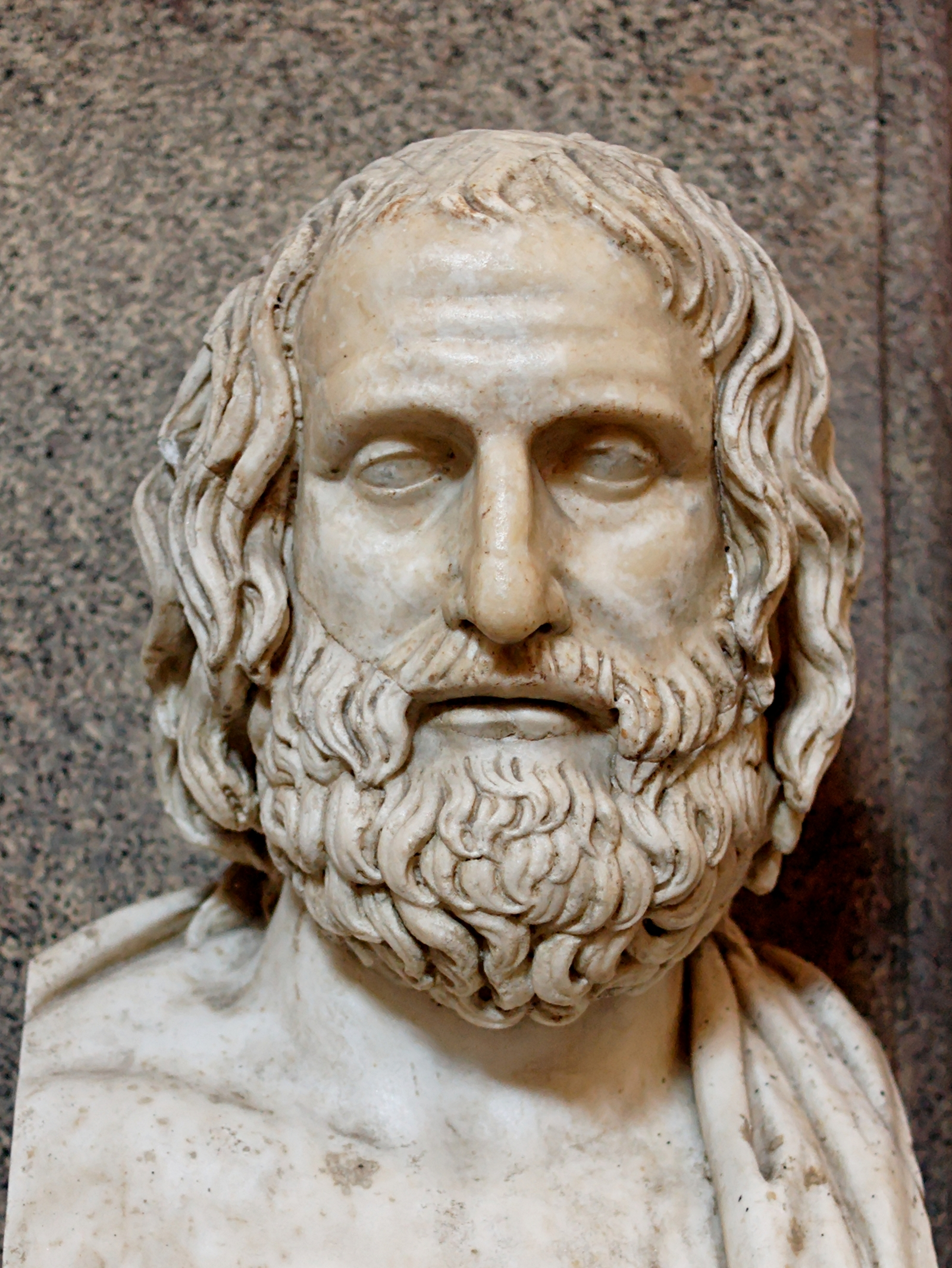
اوریپید یا ائوریپیدس از نمایش نامه نویسان یونان باستان است. او با سوفوکلس و آیسخولوس مثلث نمایش‌نامه نویسان یونان باستان را تشکیل می‌دهند. اوریپید نمایش نامههای متعددی نوشته‌است.
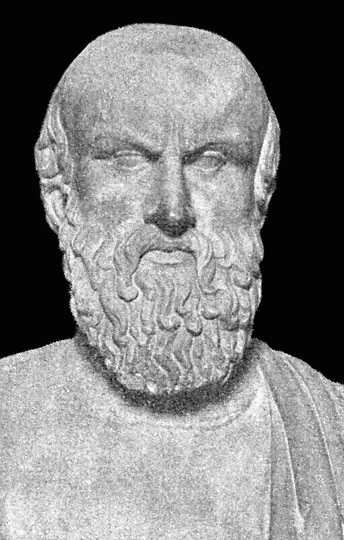
آیسخولوس (به یونانی:Αἰσχύλος) دومین تراژدی‌نویس یونان باستان پس از تسپیس است و آثار او باعث تکامل زبان تراژدی در یونان باستان شد.پارسیان، پرومته در زنجیر، استغاثه‌کنندگان و تریلوژی اورستیا از آثار مهم او می‌باشند.
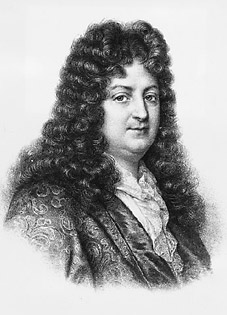
ژان راسین(۲۲ دسامبر ۱۶۳۹ همراه با کورنی و مولیر یکی از ۳ درام‌نویس برتر قرن هفدهم فرانسه است. او یک کمدی نیز از خود برجای گذاشت.

- یونان: ائوریپیدس، سوفوکل، آشیلوس[۲۹]
- انگلیس: ویلیام شکسپیر[۳۰]
- فرانسه: پییر کورنی، ژان راسین[۳۱]

### مضامین نمایشنامه‌های تراژیک یونان
'۱- آیسخولوس':

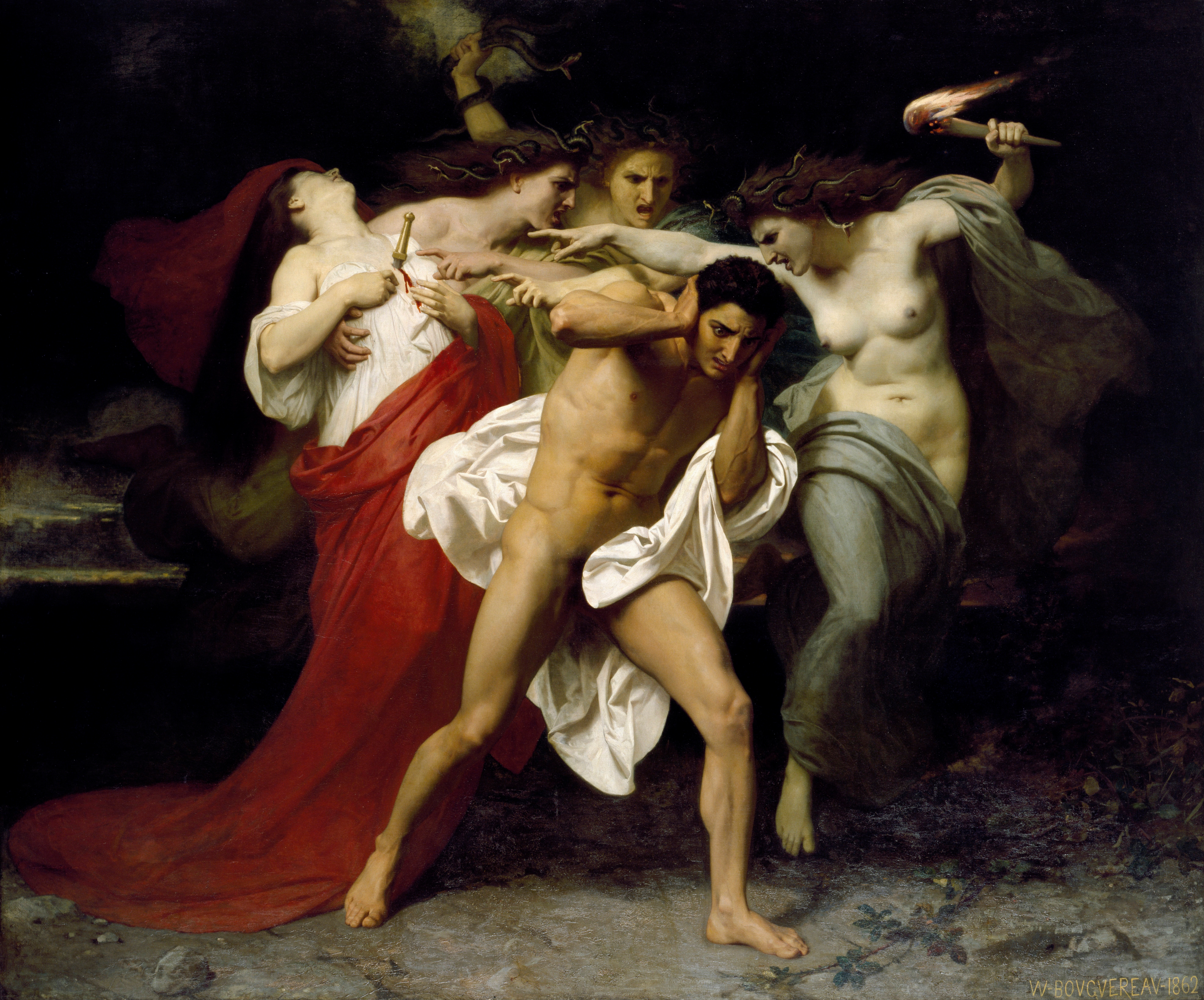
ارنیس در تعقیب اورستیا - اثر: ویلیام آدولف بوگرو

- ملتمسان: دربارهٔ فرار زنی از شوهرش است.
- مصریان: دربارهٔ زنانی است که شوهرشان را می‌کشند.
- پارسیان: دربارهٔ نبرد یونانیان و ایرانیان است.
- هفت سرکرده ضد تبس: مجموع سه تراژدی است:[۳۳]
  - لائیوس: دربارهٔ مردی است که به مرد دیگری که مهمانش است تجاوز می‌کند.
  - اودیپوس: دربارهٔ پدرکشی و زنای با محارم است.
  - هفت سرکرده: حول محور برادرکشی می‌گردد.
- «پرومتئوس در بند» و «پرومتئوس از بند رسته»: دربارهٔ شکنجه شدن یک خدا است؛ که نحوه استفاده از آتش را به انسان‌ها آموخت.[۳۴]
- اورستئیا مجموعهٔ سه متن است:[۳۵]
  - آگاممنون: دربارهٔ آدمخواری، شوهرکشی، و هووکشی است.
  - خوئه فوروئه: دربارهٔ مادرکشی است.
  - ائومنیدس: دربارهٔ محاکمهٔ یک مادرکُش است.

'۲- سوفوکل':

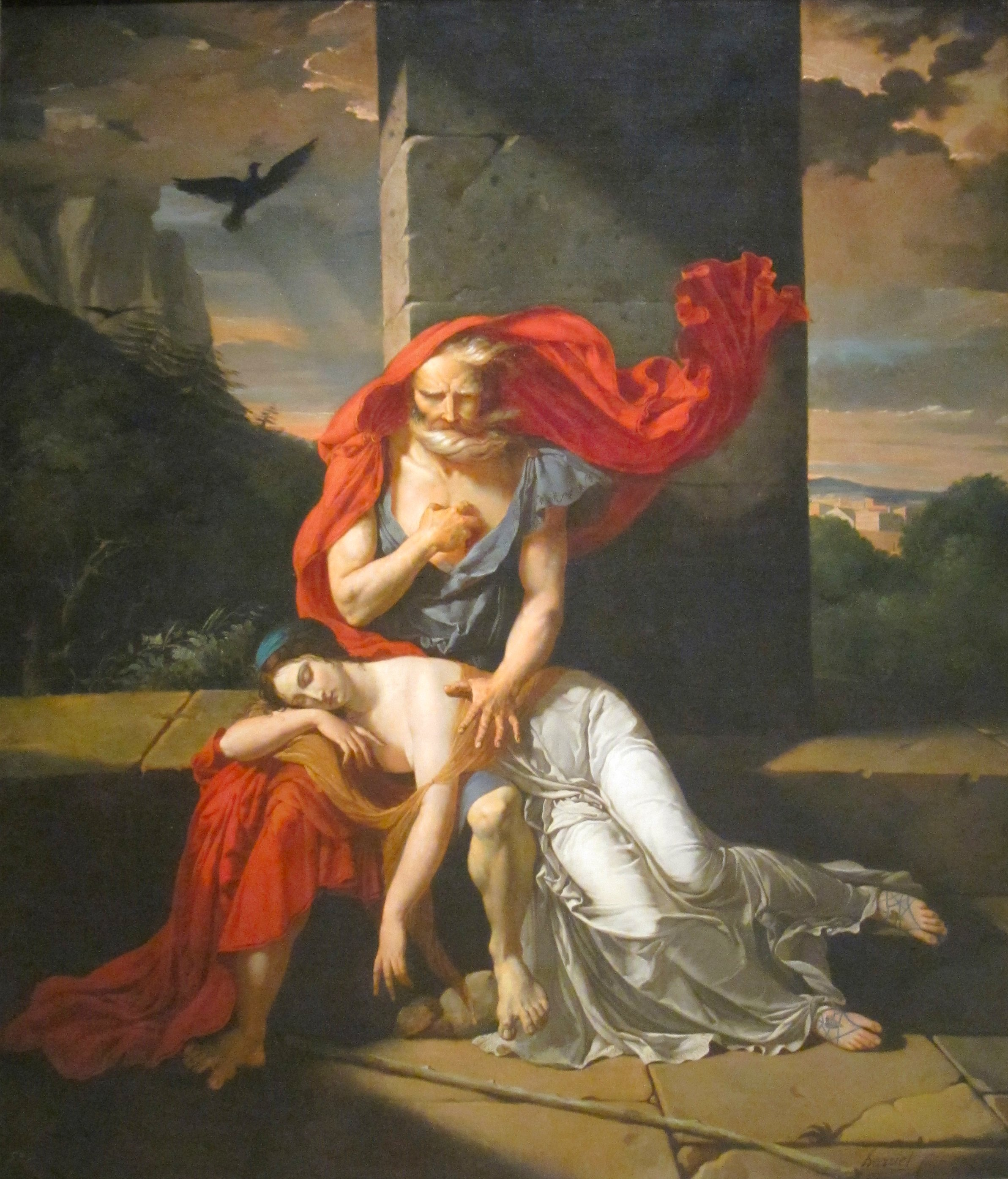
ادیپ در کولونوس، ژان هریت (۱۷۹۸-۱۷۹۹)

- آژاکس: دربارهٔ دیوانگی و خودکشی این پهلوان است.
- آنتیگونه: دربارهٔ دختری که به مخالفت با قوانین کشور برمی‌خیزد.[۳۷]
- اودیپ شهریار (جبار): دربارهٔ تقدیر و زنای با محارم و پدرکشی است.[۳۸]
- الکترا: دربارهٔ قتل به‌خاطر زنای با محارم است.
- تراخینیائه: دربارهٔ کشتن شوهر به خاطر آوردن هوو است.
- تجاوز به هلن: مضمونی دارد که از نامش هویداست.
- هیپونوموس: دربارهٔ کسی است که دخترش را می‌کشد.

۳-ائوریپیدس:
- مدئا: دربارهٔ زنی است که برادرش را به خاطر معشوقش می‌کشد، و بعد او را با هوویش، پدرِ هوویش، بچه‌های خودش و هوویش به قتل می‌رساند و در نهایت خودکشی می‌کند.
- هیپولوتوس: دربارهٔ عشق زنی به پسرخوانده‌اش است و اینکه چگونه او را به تجاوز به خویش متهم می‌کند.
- هکوبا: دربارهٔ قربانی کردن انسانی برای روح آخیلس، کشتن بچه‌ها، خیانت و کور کردن هکوبا است.
- آندروماخه: دربارهٔ زنی است که هوو و فرزند هوویش را می‌کشد و بعد خودکشی می‌کند.
- دو کودک هراکلس: دربارهٔ مردی است که دخترانش را برای پیروزی در جنگ قربانی می‌کند.
- زنان تروایی: دربارهٔ فتح یک شهر، تجاوز به زنان شهر، و قتل‌عام مردم آن است.
- هراکلس: دربارهٔ دیوانگی و قتل خویشاوندان است.
- ایفیگنیا در تاوریس: دربارهٔ قربانی کردن انسان برای ایزدبانو آرتمیس است.
- ایون: دربارهٔ تجاوز یک خدا به یک دختر، سر راه گذاشته شدن بچهٔ ناشی از این آمیزش، و تلاش ناآگاهانهٔ مادر برای کشتن پسرش است.
- الکترا: دربارهٔ دختری است که با همدستی برادرش به خونخواهی پدرش، مادرش را می‌کشد.[۴۰]
- زنان فنیقی: دربارهٔ قربانی کردن انسان برای حفاظت از یک شهر است.

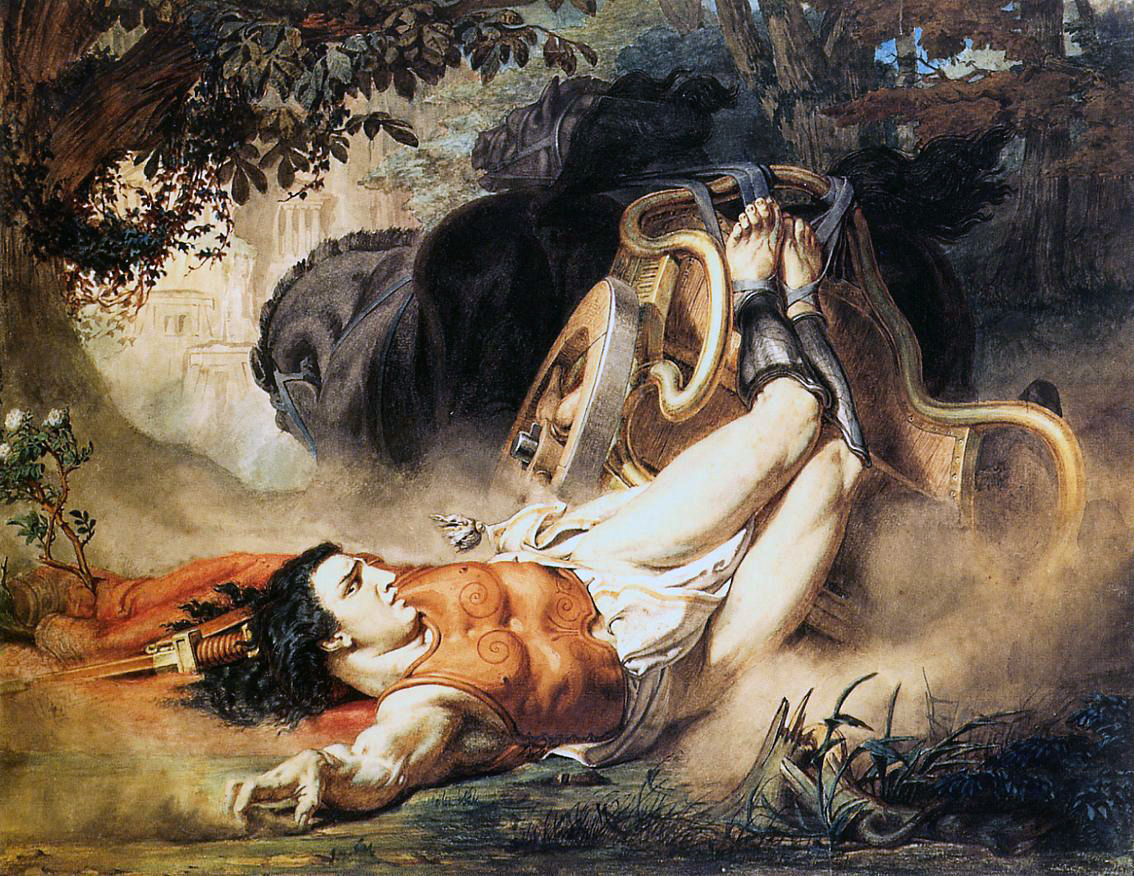
مرگ ایپولیت - اثر لورنس آلما ۱۸۶۰

- اورستس: دربارهٔ دیوانگی، و اعدام کسی است که مادر خود را کشته.
- ایفیگنیا در آولیده: دربارهٔ قربانی شدن دختری به دست پدرش است.
- هوپسیپوله: دربارهٔ دختری است که به خاطر نکشتن شوهرش و نجات دادن پدرش توسط زنانی که تمام خویشاوندان مردشان را می‌کشند، تبعید می‌شود. آن‌گاه توسط دزدان دریایی ربوده شده و برده می‌شود.
- آنتیوپه: دربارهٔ دختری است که باردار می‌شود و از ترس پدرش فرار می‌کند. اما پس از مرگ وی توسط برادرش دستگیر می‌شود. در نتیجه بچه‌اش سر راه گذاشته شده و خودش برده می‌شود.
- آئیکئوس: دربارهٔ زنای با محارم است.
- آلکمئون در پسوفیس: دربارهٔ کسی است که مادرش را می‌کشد.
- اینو: دربارهٔ زنی است که هنگام تلاش برای کشتن فرزندان هوویش، کودکان خود را می‌کشد.
  - ملانیپهٔ خردمند: دربارهٔ مردی است که زنش توسط خدایی باردار می‌شود و سعی می‌کند نوزادان ناشی از این آمیزش را بسوزاند.
  - ملانیپهٔ دربند: دربارهٔ رقابت فرزندانی ناتنی است که توسط مادرانشان برای کشتن همدیگر ترغیب می‌شوند و در نهایت هنگام اقدام به قتل می‌میرند، و دختری که توسط پدرش کور می‌شود.
- پلیادس: دربارهٔ دخترانی است که با نیرنگ جادوگری پدرشان را می‌کشند.
- فوئینیکیس: دربارهٔ پسری است که به تحریک مادرش به کنیزِ مورد علاقهٔ پدرش تجاوز می‌کند و به همین دلیل به دست پدر کور و تبعید می‌شود.

## قهرمان تراژیک

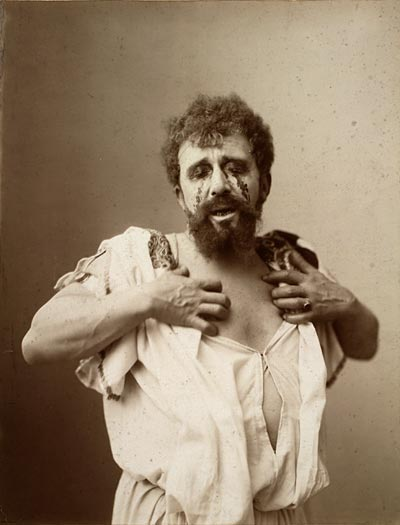
اودیپوس شهریار

تطهیر و تزکیه، ترجمه واژه یونانی کاتارسیس * Catharsis است که از اصطلاحات مشهور نقد ادبی است و مفهوم آن این است که بیننده بعد از دیدن تراژدی از این که خود دچار چنان سرنوشتی نشده‌است احساس سبکی کند. در تراژدی، معمولاً قهرمان می‌میرد و این مرگ دلخراش باعث کاتارسیس می‌شود. ارسطو می‌گوید قهرمان تراژدی در ما هم حس شفقت را بیدار می‌کند و هم حس وحشت و هراس را. او نه خوب است و نه بد، مخلوطی از هر دواست، اما اگر از ما بهتر باشد، اثر تراژدی بیشتر می‌شود. قهرمان بر اثر بخت برگشتگی یا بازی سرنوشت، ناگاه از اوج سعادت به ورطهٔ شقاوت فرو می‌افتد. تغییر سرنوشت نتیجهٔ فعل خطایی است که از قهرمان سرزده‌است. به قول محققان غربی او بر اثر نقطه ضعفی که دارد مرتکب اشتباه می‌شود. به این نقطه ضعف در یونانی، همرتیا * گویند که در انگلیسی به تراژیک فلاو * یعنی نقطهٔ ضعف تراژیک ترجمه شده‌است. یکی از رایج‌ترین انواع نقطه ضعف در تراژدی‌های یونانی، هوبریس * به معنی غرور است. از خود راضی بودن و اعتماد به نفس بیش از حد که باعث می‌شود قهرمان تراژدی به نداها، اخطارها، علائم درونی و قلبی و آسمانی توجه نکند و از قوانین اخلاقی منحرف شود.

## تراژدی رومی

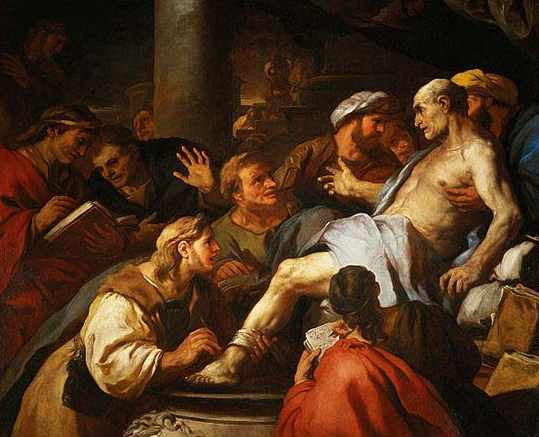
مرگ سنهکا

تئاتر روم باستان به شدت تحت تأثیر تئاتر یونان بود و مانند بسیاری از سبک‌های ادبی، نمایشنامه نویسان رومی، از آثار یونانی اقتباس می‌کردند یا آنهارا ترجمه می‌نمودند. برای مثال نمایشنامه "فائدراً اثر سنکا، بر اساس نمایشنامه‌ای با همین نام از اوریپید بود یا به همین ترتیب، تعدادی زیادی از کمدی‌های پلوتوس، ترجمه‌های مستقیمی از مناندر بود.
اما نمایش در روم، کمتر تحت تأثیر «مذهب» قرار داشت. همچنین رومی‌ها بیشتر به زیبایی‌های ظاهری اهمیت می‌دادند. جنگ و نزاع یکی از رایج‌ترین شیوه‌ها بر روی صحنه بود، برخلاف یونانیان که دیالوگ‌های کمتری داشتند در نمایش رومی گفتگوها بسیار تکرار می‌شد. بازیگران نوعی سمبل را در بازی‌هایشان گسترش دادند که مخاطب تنها با نگاه کردن به بازیگر، نوع شخصیت او را تشخیص دهد.
- جامه ارغوانی به نشانه اینکه شخصیت نمایش، مردی جوان است.
- جامه زرد به نشانه اینکه شخصیت یک زن است.
- آویز زرد، به نشانه اینکه شخصیت نمایش، یکی از خدایان است.

### سنکا

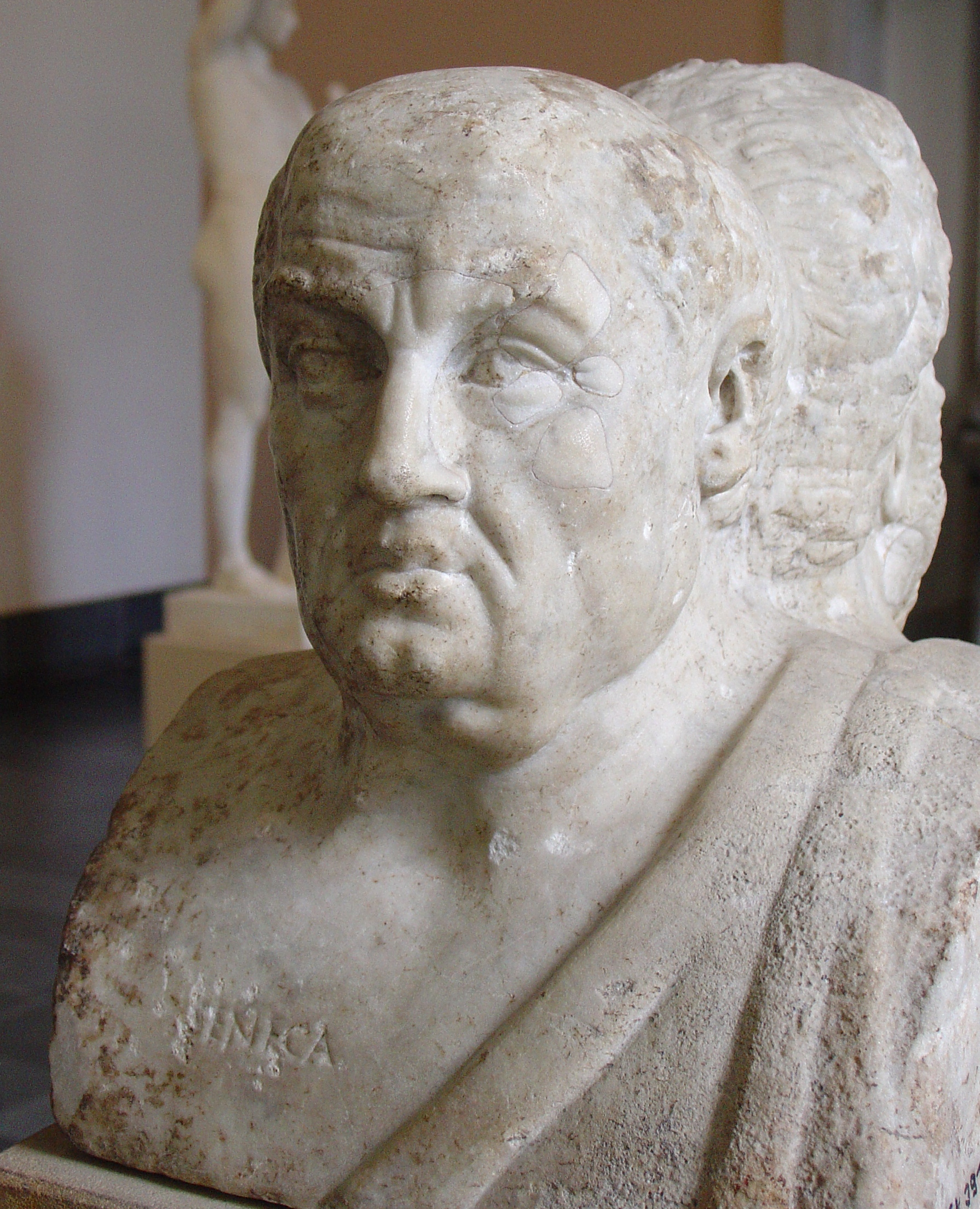
سنه‌کا

لوسیوس سنکا «Lucius Annaeus Seneca» (که به سنکای جوان مشهور بود)، (۶۵پیش از میلاد) اهل رم، فیلسوف رواقی، سیاستمدار، نمایشنامه نویس، معلم و مشاور نرون. که مجبور شد به اتهام همدستی در توطئه قتل امپراتور خودکشی کند، پدر وی سنکای بزرگ نام داشت.
- از سنکا ۹ نمایشنامه تراژدی و یک کمدی به جا مانده‌است.[۵۰]

هرکول دیوانه – زنان تروا – زنان فینیقی – مدیا – فدرا – اودیپوس (اودیپ) – توئستس – آگامنون و هرکول در اوتا
- سنکا نیز همچون نویسندگان هم عصر خود به شدت تحت تأثیر هنر و ادبیات یونان بود.[۵۲]

او معتقد بود که طبیعت معیاری است که انسان باید هماهنگ با آن زندگی کند و اصل برابری انسان‌ها را قبول داشت.
- سنکا می‌گوید:

انسان تکلیفی اخلاقی دارد، اما این تکلیفی‌است در قبال جامعه بزرگ بشری نه صرفاً در قبال شهروندان کشور خود، دولت بازتاب طبیعت شر انسان است.
واین تفکر رواقی در آثارش به‌خصوص زنان تراخیس به خوبی مشهود است.

## تراژدی و فلسفه

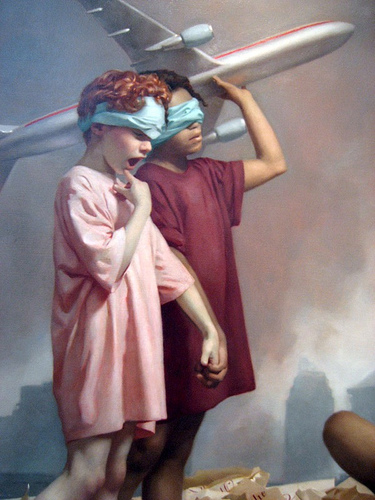
چرخه ترور و تراژدی

اهمیت تراژدی در فرهنگ غرب تا آنجاست که توجه فیلسوفان بزرگی چون افلاطون، ارسطو، سنکا، هگل، دیوید هیوم، نیچه، آرتور شوپنهاور، برک، مارتین هایدگر، سارتر و کامو و منتقدان و زیبایی شناسان برجسته‌ای همچون هوراس، کاستلووترو، گوته، گئورگ لوکاچ و … را به خود جلب کرده‌است.
به باور افلاطون تراژدی روایتی است تقلیدی اما ارسطو تراژدی را تقلید عملی جدی و کامل به صورت نمایشی و نه روایتی می‌داند که شامل تغییرات ناگهانی است که به موقعیتی چنان ناگوار منتهی می‌شود که در تماشاگران دو احساسِ ترحم و ترس را ایجاد می‌کند.
امر تراژیک به عنوان هسته و جوهر اصلی تراژدی از نظر آیسخولوس راهی است برای رسیدن قهرمان تراژیک به شناخت تراژیک؛ «پاثین ماثین» یعنی «رنج بردن برای آموختن». در نگرش فلسفی «امر تراژیک»، به محدودیت، فرجام ناگوار زجر و رنج قهرمان، دستیابی قهرمان به شناخت رنج آور، احساس ناگوار و فقدان معنا می‌شود. هرچند در جهان‌شناسی یونان باستان خدایان قانون هستی اند و بر انسان و زندگی او مسلط اند اما تراژدی عرصه تقابل خواستِ قهرمان تراژیک با خواست خدایان نیز هست که به دو صورت کنشی و واکنشی رقم می‌خورد. درتقابل قهرمان تراژیک با تقدیر یونانیان به تقدیر همچون نیرویی اسرارآمیز و مقتدر اعتقاد داشتند که حتی خدایان مطیع آن بودند از اینرو اساس امر تراژیک مبارزه قهرمانانه اما منجر به شکست قهرمان تراژیک دربرابر تقدیر است.

### نیچه

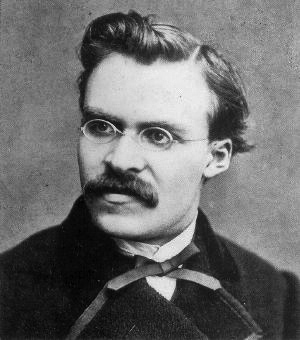
نیچه

نیچه تراژدی را نگاهی هستی‌شناسانه به حیات انسانی می‌داند. تفسیر نیچه از تراژدی بر فلسفه شوپنهاور و آرمان‌های زیبایی‌شناسانه ریچارد واگنر استوار است. نیچه نخستین تأمل انسان را، تأمل دربارهٔ مرگ و فناپذیری وی می‌داند. انسان تنها جانداری است که بر مرگ خویش واقف است. این حقیقت دردناک عامل روی‌آوری بشر به هنر است. خلاقیت وی برای فرار از مرگ، در هنر تجلی می‌یابد؛ و تراژدی اوج خلاقیت بشر در هنر است. این قالب بزرگ ادبی، در نخستین مرحلهٔ ظهورش، در گروه همخوانان تجلی می‌یابد. گروه همخوانان با سرودهای نشئه‌آورشان (دیتیرامْب)، موجوداتی هستند با نام «ساتیر» که به شکل نیمه‌انسان و نیمه‌بز روی صحنه ظاهر می‌شوند و «دیونوسوس»، خدای شراب و وجد و سرمستی را در عیش و نوش‌ها و شادمانی‌ها همراهی می‌کنند. ساتیرها و دیونوسوس مظهر وحدت هستی ناپایدار و فناپذیرند. در این حالت وحدانی و بنیادین، انسان نسبتی حضوری با عالم و آدم و مبدأ شان پیدا می‌کند. اوج هنر تراژیک در همین نسبت حضوری است که انسان هم فاعل شناسایی است و هم متعلق آن. تنها در این هنر متعالی است که بشر به توجیه زندگی دست می‌یابد و برای غلبه بر فناپذیر بودنش و فایق آمدن بر حقیقت دهشتناک هستی زمینی پیدا می‌کند. از نظر نیچه، با ظهور نخستین بذرهای عقل‌گرایی، که نماد آن سقراط و سقراط‌گرایی است، مرگ تراژدی فرامی‌رسد.

### شوپنهاور

آرتور شوپنهاور

آرتور شوپنهاور (۱۷۸۸–۱۸۶۰ میلادی) فیلسوف آلمانی یکی از بزرگ‌ترین و بدبین‌ترین فلاسفه اروپا و فیلسوف پرنفوذ تاریخ در حوزه اخلاق، هنر، ادبیات معاصر و روان‌شناسی جدید بود. نیچه در مورد او می‌گوید: «مطلقاً تنها بود و کمترین دوستی نداشت و فاصلهٔ میان یک و هیچ لایتناهی است.» و یا: «هیچ چیز علمای آلمان را به اندازه عدم شباهتی که میان شوپنهاور و آنان بود رنج نداد.»
او در فلسفه خود سعی می‌کند که این حقیقت را مدلل سازد که جهان، نمایش ساده‌ای است که عامل آن اراده‌ای کور می‌باشد. برخلاف هگل که حقیقت جهان را عقل می‌پنداشت و جهان را از راه آن تفسیر می‌کرد. میزان شوپنهاور برای طبقه‌بندی و ترتیب سلسله هنرها، درجات عینیت یافتن خواست یا اراده‌است.
عالی‌ترین هنر شاعرانه نزد شوپنهاور تراژدی است چون در تراژدی سرشت حقیقی زندگی بشری را می‌بینیم که به قالب هنر ریخته شده. خود او می‌گوید تراژدی یعنی «آن درد ناگفتنی، آن مویه بشریت، آن پیروزی شر و از پا درافتادن راستان و پاکان.»

### مضامین تراژیک در ادب ایران
- تراژدی رستم و سهراب: که موضوعش جنگ پدر و پسر و در نهایت کشته شدن پسر به دست پدر است.
- تراژدی رستم و اسفندیار: که موضوعش جنگ دو پهلوان بزرگ و مرگ یکی از آن دو برای چیزی است که هر دو از آن می‌توانند اجتناب کنند و هر یک به دلایلی نمی‌کنند.